# Теретана
Теретана је гимнастичка дворана у којој се налази опрема за физичку вежбу, односно за циљано јачање, надоградњу или одржавање мишићног система, а најчешће у склопу фитнес-центра. Обично се опрема и простор теретане деле на неколико зона: главна радна зона, кардио зона и зона за групно и индивидуално вежбање. Данас многи фитнес-центри у склопу теретане нуде и бројне друге услуге, као што су велнес, сауна, кафићи, снек-барови и слично. Фитнес-центри су отворени за широку јавност, а посећују их и професионални спортисти.

## Главна радна зона
Готова свака теретана има нешто слично главној радној зони коју чине слободни тегови и справе за вежбање. У овој се зони обично налазе велика огледала која служе за посматрање и увежбавање правилног извођења вежби и безбедности самих вежбача. Кућне теретане се обично састоје само од ове зоне.

## Кардио зона
Ову зону чини разна опрема за кардиоваскуларне вежбе, често зване и аеробне вежбе. Траке за трчање, собни бицикли и справе за веслање су најчешћи примери опреме за ову врсту вежби.

## Одељења за групно и индивидуално вежбање
Сваки новији фитнес-центар нуди неку од услуга вежбања уз водство углавном стручног спортског инструктора. Постоји велики број програма за заједничко и индивидуално вежбање, најчешће аеробик, бокс, карате, степ, пилатес, јога, трбушни плес, понекад и тренинг високог интензитета.